# Biografielijst X

## Xa
- Xandee, pseudoniem van Sandy Boets, (1978), Belgisch zangeres
- Xanopticon, pseudoniem van Ryan Friedrich, (1980), Amerikaans elektronisch muzikant
- Norbertus van Xanten (1080-1134), Nederlands bisschop, ordestichter en heilige
- Victor van Xanten (+287), Romeins officier, martelaar en heilige
- Xanthippus (6e eeuw v.Chr.), Oud-Grieks staatsman en militair
- Xanthippus (3e eeuw v.Chr.), Spartaans officier en huurlingenleider
- Rubén Xaus (1978), Spaans motorcoureur
- Franciscus Xaverius, geboren als Francisco de Yasu de Azpilcueta y Xavier (1506-1552), Spaans jezuïeten-missionaris
- Jan-Baptist Xavery (1697-1742), Vlaams beeldhouwer
- Xavier van Bourbon-Parma (1889-1977), hertog van Parma
- Abel Xavier (1972), Mozambikaans-Portugees voetballer
- Frans Xavier van Saksen (1740-1806), graaf van Lausitz
- Joaquim José da Silva Xavier (1746-1792), bekend als Tiradentes, Braziliaans revolutionair en activist
- Wilton Cezar Xavier (1947-2009), Braziliaans voetballer

## Xe
- Iannis Xenakis (1922-2001), Grieks componist en architect
- Xenia, pseudoniem van Ksenija Pajčin, (1977-2010), Servisch zangeres, danseres en model
- Xenia van Sint-Petersburg (ca. 1725-ca. 1803), Russisch patroonheilige
- Xenia Aleksandrovna van Rusland, geboren als Xenia Aleksandrovna Romanova, (1875-1960), grootvorstin van Rusland
- Xenophanes (570-ca. 475 v.Chr.), Grieks filosoof en dichter
- Xenophon van Athene (ca. 430 v.Chr.-ca. 355 n.Chr.), Grieks schrijver
- Xenophon van Efese (3e eeuw), Grieks schrijver
- Malcolm Xerxes (1965-2005), Brits acteur
- Xerxes I (519-465 v.Chr.), koning van Perzië (486-465 v.Chr.)
- Xerxes II (+423 v.Chr.), koning van Perzië (424-423 v.Chr.)

## Xh

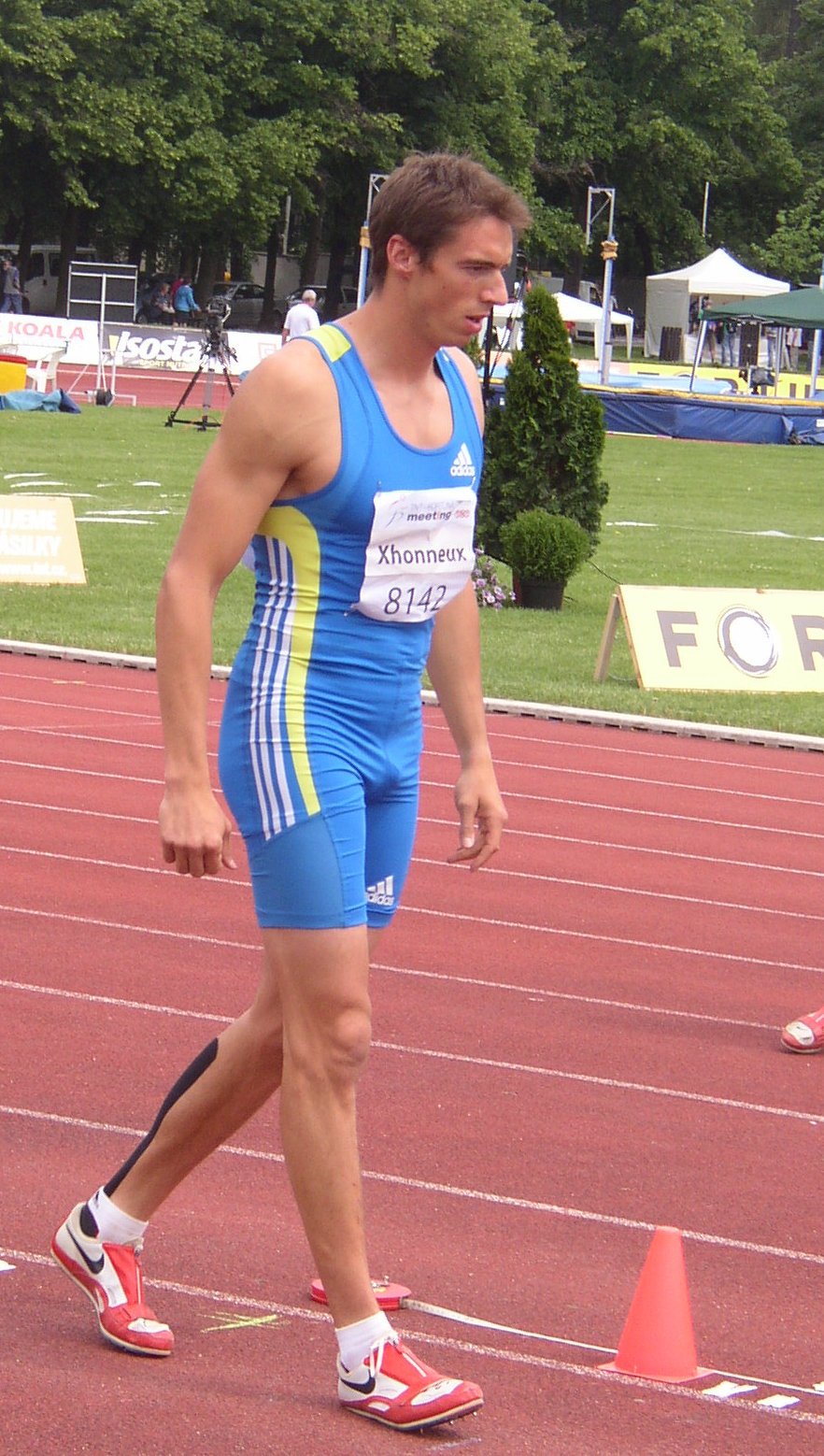
Frédéric Xhonneux (2010)

- Erjon Xhafa (1982), Albanees voetballer
- Granit Xhaka (1992), Zwitsers voetballer
- Fatmir Faslli Xhindi (1960-2009), Albanees politicus
- Gerard (Grad) Xhofleer (1968), Nederlands voetballer
- Frédéric Xhonneux (1983), Belgisch atleet

## Xi
- Wang Xi (1978), Chinees componiste, muziekpedagoog, dirigent en pianiste
- Xi, Chinees astronoom
- Xi Enting (1946), Chinees tafeltennisser
- Xi Jinping (1953), Chinees politicus en vicepresident
- Xia Lina (1987), Chinees alpineskiester
- Xia Xuanze (1979), Chinees badmintonner
- Xia Zhu, Chinees heerser
- Xiahou Dun (+220), Chinees generaal
- Ni Xialian (1963), Luxemburgs tafeltennisster van Chinese komaf
- Xian Dongmei (1975), Chinees vrouwelijk judoka
- Han Xiandi (181-234), Chinees keizer
- Xianfeng (1831-1861), Chinees keizer (1850-1861)
- Gemalin Xiang (+1861), Chinees partner van de keizer van China
- Liu Xiang (ca. 79-ca. 8 v.Chr.), confucianistisch geleerde
- Liu Xiang (1983), Chinees atleet
- Sun Xiang (1982), Chinees voetballer
- Xia Xiang, heerser van de Xia-dynastie
- Xiang Yu (234-202 v.Chr.), Chinees opstandelingenleider en koning
- Zhang Xiangxiang (1983), Chinees gewichtheffer
- Xiao Gong Ren (1660-1723), Chinees keizerlijk gemalin
- Xiao He Rui (1776-1850), Chinees keizerin
- Xiao Hongyan (1965), Chinees atlete
- Xiao Jing Cheng (1812-1855), bijvrouw van de toenmalige keizer Daoguang
- Xiao Kang Zhang (1640-1663), Chinees keizerlijk gemalin
- Xiao Qiang, Chinees hoogleraar, journalist, mediaondernemer en mensenrechtenactivist
- Xiao Quan Cheng (1808-1840), Chinees keizerin
- Xiao Shen Cheng (+1833), Chinees keizerlijk gemalin
- Xiao Xian Chun (1712-1748), Chinees keizerlijk gemalin
- Xiao Yi Chun (1727-1775), Chinees keizerlijk gemalin
- Xiao Zhe Yi (1854-1875), keizerin van de keizer Tongzhi
- Xiao Zhuang Wen (17e eeuw), Chinees bijvrouw van keizer Huang Taiji
- Liu Xiaobo (1955-2017), Chinees mensenrechtenactivist en winnaar Nobelprijs voor de Vrede (2010)
- Qi Xiao Feng (1983), Chinees tafeltennisser
- Zhang Xiaogang (1958), Chinees kunstenaar
- Zhang Xiaoguang (1966), Chinees ruimtevaarder
- Wang Xiaoming (1963), Chinees-Frans tafeltennisspeelster
- Xiao Sheng Xian (1693-1777), keizerin van China
- Beiwei Xiaowendi (5e eeuw v.Chr.), keizer van China
- Axayacatl Xicotencatl (15e eeuw), opstandeling in Tlaxcala
- Xicotencatl de Oudere (16e eeuw), leider van de Tlaxcala
- Xıde Alé İsme, geboren als Xidir Aga, (+ca. 1965), landheer in de Dersim
- Xia Xie, heerser van de Xia-dynastie
- Xie Caiping, bekend als Godmother of Chongqing, (1963), Chinees oprichtster en de leidster van de Chongqing Triade
- Gerrard Xie (2006), Chinees autocoureur
- Xie Jin (1923-2008), Chinees filmregisseur
- Xie Jun (1970), Chinees schaakster
- Xie Qiuping (ca. 1960), Chinees vrouw met het langste hoofdhaar
- Xie Wanying, bekend als Bing Xin, (1900-1999), Chinees schrijfster
- Xie Xingfang (1981), Chinees badmintonspeelster
- Xie Yuxin (1968), Chinees voetballer
- Xie Zhenhua, Chinees minister
- Xie Zhenye (1993), Chinees atleet
- Francisco Ximénes de Texada (1703-1775), Grootmeester van de Orde van Sint Jan van Jeruzalem (1773-1775)
- Aisin Gioro Yi Xin (1833-1898), Chinees Prins van de Eerste Orde
- Lin Xing (1979), Chinees soldate en triatlete
- Xing Aihua (1978), Chinees langebaanschaatsster
- Xing Huina (1984), Chinees atlete
- Xino, pseudoniem van Manel Expósito Presseguer, (1981), Spaans voetballer
- XirsiMagan Ciisse (1935-2008), Somalisch geleerde en strijder
- Xisco, pseudoniem van Francisco Javier Muñoz Llompart, (1980), Spaans voetballer
- Xisco, pseudoniem van Francisco Nadal Matorell, (1986), Spaans voetballer
- Bao Xishun (1951), Chinees schaapsherder en op een na langste man op aarde
- Elias Xitavhudzi (20e eeuw), Zuid-Afrikaans seriemoordenaar
- Édouard Orban de Xivry (1858-1901), Belgisch provinciegouverneur

## Xl
- Chino XL, pseudoniem van Derek Keith Barbosa, (1974), Amerikaans rapper
- Sha Money XL, geboren als Michael Clervoix III, (1976), Amerikaans muziekproducent

## Xo
- Xolotl (12e of 13e eeuw), Chichimeeks heerser
- Koçi Xoxe (ca. 1911-1949), Albanees politicus

## Xu
- Barbie Xu (1976-2025), Taiwanees actrice, zangeres en televisiepresentatrice
- Fang Xu (1984), Chinees wielrenner
- Xu Demei (1967), Chinees speerwerpster
- Xu Haifeng (1958), Chinees schutter
- Xu Huaiwen (1975), Chinees-Duits badminton-speelster
- Xu Jiayu (1995), Chinees zwemmer
- Xu Jun (1962), Chinees schaker
- Xu Mengtao (1990), Chinees freestyleskiester
- Xu Nuo (1996), Chinees freestyleskiester
- Xu Sicun (1992), Chinees freestyleskiester
- Xu Tianlongzi (1991), Chinees zwemster
- Xu Xiangqian (1901-1990), Chinees militair leider
- Xu Xin (1990), Chinees tafeltennisser
- Xu Yuhua (1976), Chinees schaakster
- Xu Zechen (1978), Chinees schrijver
- Xuande (1398-1435), Chinees keizer (1425-1435)
- Xuantong, geboren als Aisin-Gioro (Henry) Pu Yi, (1906-1967), Chinees keizer (1908-1912 en 1917) en keizer van Mandsjoekwo (1932-1945)
- Xuanzang (602-664), Chinees boeddhistisch monnik, vertaler en schrijver
- Xue Hanqin (1955), Chinees diplomaat, hoogleraar en rechter
- Xue Ruihong (1968), Chinees langebaanschaatsster
- Daniel Xuereb (1959), Frans voetballer en voetbaltrainer
- Cai Xuetong (1993), Chinees snowboardster
- Xunzi (312-230 v.Chr.), Chinees filosoof
- Xuxa, pseudoniem van Maria da Desgraça Meneghel, (1963), Braziliaans actrice, zangeres en televisiepresentatrice

## Xy
- Vasilios Xydas (1877), Grieks atleet

## Xz
- Xzibit, pseudoniem van Alvin Nathaniel Joiner, (1974), Amerikaans hiphopartiest, acteur en televisiepersoonlijkheid